# 消火妨害罪・水防妨害罪
消火妨害罪（しょうかぼうがいざい）と水防妨害罪（すいぼうぼうがいざい）は、それぞれ刑法に規定された犯罪である（第114条、第121条）。火災（水害）の際に、消火（水防）用の物を隠匿し、若しくは損壊し、又はその他の方法により消火（水防）を妨害する行為を内容とする。法定刑はいずれも1年以上10年以下の拘禁刑。公共危険犯。

## 概説
本罪の成立のためには「火災の際（水害の際）」という状況下であることを要し、行為者がその状況を認識していることが必要である。燃焼が火災と呼べる規模のものになっていることが必要であり、また、将来の火災を予期して消火妨害に相当する行為に及んでも原則として本罪を構成しない。
妨害行為の手段のうち、「その他の方法」に当たる場合としては、消防車の出勤を妨害したり、消防士の活動を妨害する行為が挙げられている。
作為ではなく不作為による妨害も含まれると考えられているが、多くの論者が念頭においている不作為の事例は消防職員が主体となる不作為である。一般人による協力義務違反は原則として本罪を構成せず、軽犯罪法1条8号の成立が問題となるにとどまると考えられている。
抽象的危険犯であり、行為がなされると直ちに既遂となり、実際に消火活動や水防活動が妨げられたかどうかは問わない。

## 関連法
また、水害の際でなくとも、みだりに水防管理団体の管理する水防の用に供する器具、資材又は設備を損壊し、又は撤去した場合は、3年以下の拘禁刑又は50万円以下の罰金に処せられる（水防法52条）。

## 参考書籍
- 団藤重光『刑法綱要各論（第3版）』（創文社、1990年）
- 西田典之『刑法各論』（弘文堂、1999年）
- 佐久間修『刑法各論』（成文堂、2006年）